# Decizie înainte de zori
Decizie înainte de zori (în engleză Decision Before Dawn) este un film de război, cu spioni, american regizat de  Anatole Litvak, cu Richard Basehart, Oskar Werner și Hans Christian Blech în rolurile principale. A avut premiera la 21 decembrie 1951, fiind distribuit de 20th Century Studios. Coloana sonoră este compusă de Franz Waxman. Filmul a avut încasări de 1.550.000 dolari americani.
Acesta spune povestea folosirii de către armata americană a prizonierilor de război germani potențial nesiguri pentru a aduna informații în zilele dinaintea terminării celui de-al doilea război mondial. Filmul a fost adaptat de Peter Viertel și Jack Rollens (nemenționat) după romanul Call It Treason de George Howe.

## Rezumat
Până la sfârșitul anului 1944, era evident că germanii vor pierde războiul. Colonelul american Devlin (Gary Merrill) conduce o unitate  de informații militare care recrutează prizonieri de război germani pentru a-i spiona pe foștii lor camarazi. „Tiger” (Hans Christian Blech), un hoț cinic, mai în vârstă și fost muncitor la circ, este dispus să lucreze pentru partea câștigătoare. Pe de altă parte, „Happy” (Oskar Werner) este un tânăr idealist care se oferă voluntar să spioneze după ce prietenul său este ucis de colegi prizonieri fanatici pentru exprimarea îndoielilor cu privire la rezultatul războiului. Monique (Dominique Blanchar) îi antrenează pe Happy și pe ceilalți în tehnici de spionaj; îi place de tânărul german în ciuda urii ei pentru germani.
Într-o zi, Devlin primește vestea că un general german este dispus să negocieze predarea întregului său corp de armată. Bineînțeles, acest lucru devine prioritar; din cauza importanței misiunii, un ofițer american trebuie să meargă împreună cu prizonieri germani. Devlin îl selectează pe locotenentul Rennick (Richard Basehart), un nou venit care nu se încrede în colaboratorii germani. Tiger este ales pentru că este singurul care cunoaște zona, dar este sub suspiciune după ce s-a întors din ultima misiune fără coechipierul său. Lui Happy i se atribuie sarcina de a găsi unde se află Grupul 11 de Panzere, care s-ar putea opune predării corpului de armată. Se parașutează din același avion în Germania nazistă, apoi se despart.
În cursul căutărilor sale cu autobuzul și trenul, în case de oaspeți și taverne și în convoaie militare care se confruntă cu raidurile aeriene aliate, Happy întâlnește germani cu atitudini diferite față de război, unii încă sfidători, cum ar fi curierul Waffen-SS Scholtz (Wilfried Seyferth), în timp ce unii s-au resemnat, precum tânăra văduvă de război Hilde (Hildegard Knef). Happy își îndeplinește misiunea prin noroc, fiind numit medicul personal al colonelului (Oberst) von Ecker (O.E. Hasse), comandantul Grupului 11 Panzer, la sediul castelului său. Von Ecker tocmai ordona executarea unui ofițer care a plecat pentru a-și ajuta familia bombardată. Happy are ocazia să-i injecteze lui von Ecker o supradoză letală de medicamente pentru inimă înainte ca acesta să semneze ordinul de execuție al ofițerului, dar nu o face.
După aceea, Happy scapă la limită înainte de a fi prins de Gestapo. Se îndreaptă spre o casă sigură în ruinele orașului Mannheim puternic bombat, unde se ascund ceilalți doi agenți. Între timp, Tiger și Rennick au aflat că generalul cu care urmau să ia legătura era probabil rănit, dar spitalul unde a fost dus este sub pază SS; fără el, ceilalți ofițeri germani nu pot și nu se vor preda aliaților.
Radioul acestora a fost distrus la parașutare, astfel că Happy, Tiger și Rennick sunt nevoiți să încerce să înoate peste râul Rin puternic apărat pentru a ajunge la liniile americane cu informații vitale. În ultimul moment, Tiger își pierde cumpătul  și fuge, forțându-l pe Rennick să-l împuște. El și Happy înoată apoi spre o insulă aflată în mijlocul râului. Când pornesc spre celălalt mal, Happy este observat de apărătorii germani. Happy creează o diversiune, este prins și executat ca un dezertor, dar sacrificiul său îi permite locotenentului să ajungă în siguranță în zona americană, cu o atitudine schimbată față de unii germani.

## Distribuție
Rolurile principale au fost interpretate de actorii: 
- Oskar Werner -  Caporal (Obergefreiter) medic Karl Maurer ("Happy")
- Richard Basehart - Locotenent american Dick Rennick
- Hans Christian Blech - Sergent (Feldwebel) Rudolf Barth ("Tiger")
- Gary Merrill - Colonel Devlin
- Hildegard Knef - Hilde
- Wilfried Seyferth - Heinz Scholtz
- Dominique Blanchar - Monique
- O.E. Hasse - Colonel (Oberst) von Ecker
- Helene Thimig - Paula Schneider

Klaus Kinski are un rol secundar de scurtă durată, nemenționat, la începutul filmului - ca voluntar al Aliaților.

## Producție
Orașele Würzburg, Nürnberg și Mannheim, unde au fost turnate unele scene, au fost avertizate prin intermediul anunțurilor din ziare și radio atunci când scenele de luptă, dintre care unele erau supravegheate de Forțele Aeriene ale SUA, urmau să fie filmate.

## Primire
Filmul a avut încasări de 1.550.000 dolari americani. A fost nominalizat la Premiul Oscar pentru cel mai bun film și Premiul Oscar pentru cel mai bun montaj.